# Pramno
(Omero, Odissea, X, 234-235)

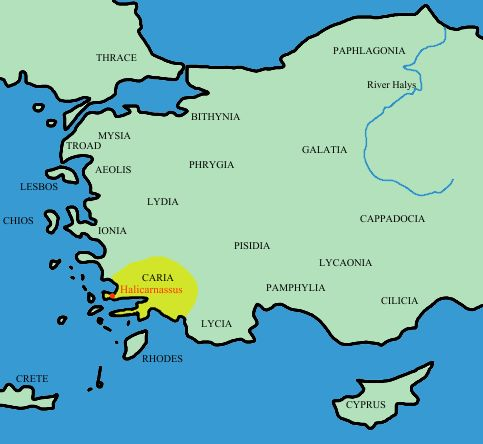
Localizzazione della Caria

Il pramno (o pramnio) era un vino proverbialmente noto per la sua finissima qualità e per le proprietà curative, di cui si fa cenno nell'Iliade e nell'Odissea.
Ateneo di Naucrati utilizza il termine in maniera generica per riferirsi a un vino rosso corposo, invecchiato, di buona qualità. 

## Origini e caratteristiche
Utilizzato come dono di ospitalità (xenia), era prodotto soprattutto nell'isola di Lesbo,  ma anche nella città di Smirne e nell'isola di Icaria. Secondo Omero era prodotto nella terra di Pramnos, che era probabilmente una zona montuosa della Caria (attuale Turchia) o la vicina isola Icaria (Grecia). 
Era un vino corposo, dolce e profumato (ἀνθοσμίας, anthosmías).

## In Omero
Nell'Iliade (XI, 836-863) Ecaméde, figlia di Arsínoo, lo miscela a formaggio e cipolle e miele per togliere ai suoi ospiti "la sete ardente".
Nell'Odissea (X, 303-310) il vino di Pramnio, mescolato a latte rappreso, farina e miele, fu offerto dalla maga Circe ai compagni di Ulisse prima di trasformarli in porci.